# Pływanie na Letnich Igrzyskach Olimpijskich 2008 – 4 × 100 m stylem zmiennym mężczyzn
4 x 100 m stylem zmiennym mężczyzn – jedna z konkurencji pływackich, które odbyły się podczas XXIX Igrzysk Olimpijskich. Eliminacje miały miejsce 15 sierpnia, a finał 17 sierpnia. Wszystkie etapy konkurencji przeprowadzone zostały na Pływalni Olimpijskiej w Pekinie.
Tytuł mistrzów olimpijskich z Aten obroniła reprezentacja Stanów Zjednoczonych, ustanawiając nowy rekord świata (3:29,34). Dzięki zwycięstwu w tej konkurencji Michael Phelps zdobył swój ósmy złoty medal na tych igrzyskach i tym samym wyprzedził w liczbie zdobytych złotych medali na jednych igrzyskach swojego rodaka Marka Spitza, który siedem razy stawał na najwyższym stopniu podium podczas igrzysk olimpijskich w Monachium w 1972 roku. Australijczycy ze stratą 0,30 s do zwycięzców wyścigu wywalczyli srebro i pobili rekord Australii i Oceanii (3:30,04). Brązowy medal otrzymali reprezentanci Japonii, którzy poprawili rekord Azji, uzyskując czas 3:31,18. W finale ustanowiono także dwa rekordy kontynentalne, pobili je Rosjanie i pływacy z Republiki Południowej Afryki. Rekordy swoich państw poprawili reprezentanci Nowej Zelandii i Wielkiej Brytanii.

## Terminarz
Wszystkie godziny podane są w czasie chińskim (UTC+08:00) oraz polskim (CEST).
| Data             | Godzina rozpoczęcia | Godzina rozpoczęcia |            |
| Data             | UTC+08:00           | CEST                |            |
| ---------------- | ------------------- | ------------------- | ---------- |
| 15 sierpnia 2008 | 20:44               | 14:44               | Eliminacje |
| 17 sierpnia 2008 | 11:03               | 05:03               | Finał      |

## Rekordy
Przed zawodami rekord świata i rekord olimpijski wyglądały następująco:
| Rekord            | Reprezentacja                                                                                                  | Czas    | Miejsce | Data             |
| ----------------- | --- | ------- | ------- | ---------------- |
| Rekord świata     | Stany Zjednoczone · Aaron Peirsol (53,45) · Brendan Hansen (59,37) · Ian Crocker (50,28) · Jason Lezak (47,58) | 3:30,68 | Ateny   | 21 sierpnia 2004 |
| Rekord olimpijski | Stany Zjednoczone · Aaron Peirsol (53,45) · Brendan Hansen (59,37) · Ian Crocker (50,28) · Jason Lezak (47,58) | 3:30,68 | Ateny   | 21 sierpnia 2004 |

W trakcie zawodów ustanowiono następujące rekordy:
| Data        | Etap konkurencji | Reprezentacja | Czas    | Rekord |
| ----------- | ---------------- | --- | ------- | ------ |
| 17 sierpnia | finał            | Stany Zjednoczone · Aaron Peirsol (53,16) · Brendan Hansen (59,27) · Michael Phelps (50,15) · Jason Lezak (46,76) | 3:29,34 | ,      |

## Wyniki

### Eliminacje
| Miejsce | Wyścig | Tor | Państwo           | Zawodnik | Czas    | Uwagi |
| ------- | ------ | --- | ----------------- | --- | ------- | ----- |
| 1.      | 2      | 4   | Stany Zjednoczone | Matt Grevers (53,59) Mark Gangloff (1:00,35) Ian Crocker (50,85) Garrett Weber-Gale (47,96)                    | 3:32,75 | Q     |
| 2.      | 1      | 4   | Australia         | Ashley Delaney (53,74) Christian Sprenger (59,95) Adam Pine (51,66) Matt Targett (47,41)                       | 3:32,76 | Q,    |
| 3.      | 1      | 5   | Japonia           | Jun’ichi Miyashita (54,29) Kōsuke Kitajima (58,79) Takuro Fujii (50,86) Hisayoshi Satō (48,87)                 | 3:32,81 | Q,    |
| 4.      | 2      | 3   | Rosja             | Arkadij Wiatczanin (53,86) Roman Słudnow (59,63) Nikołaj Skworcow (51,62) Andriej Grieczin (48,48)             | 3:33,59 | Q,    |
| 5.      | 1      | 6   | Wielka Brytania   | Liam Tancock (54,67) Chris Cook (59,40) Michael Rock (51,99) Simon Burnett (47,77)                             | 3:33,83 | Q     |
| 6.      | 2      | 8   | Nowa Zelandia     | Daniel Bell (54,52) Glenn Snyders (59,46) Corney Swanepoel (52,12) Cameron Gibson (47,99)                      | 3:34,09 | Q     |
| 7.      | 2      | 6   | Południowa Afryka | Gerhard Zandberg (54,19) Cameron van der Burgh (59,68) Lyndon Ferns (52,33) Darian Townsend (47,96)            | 3:34,16 | Q,    |
| 8.      | 2      | 7   | Włochy            | Mirco di Tora (54,05) Alessandro Terrin (1:01,25) Mattia Nalesso (51,96) Filippo Magnini (47,06)               | 3:34,32 | Q     |
| 9.      | 2      | 1   | Francja           | Benjamin Stasiulis (55,46) Hugues Duboscq (59,29) Christophe Lebon (51,97) Fabien Gilot (48,06)                | 3:34,78 |       |
| 10.     | 2      | 5   | Kanada            | Jake Tapp (55,16) Mike Brown (1:00,98) Joe Bartoch (52,58) Brent Hayden (46,84)                                | 3:35,56 |       |
| 11.     | 1      | 2   | Szwecja           | Simon Sjödin (55,27) Jonas Andersson (1:01,22) Lars Frölander (51,13) Jonas Persson (48,21)                    | 3:35,83 |       |
| 12.     | 2      | 2   | Chorwacja         | Gordan Kožulj 54,91 Vanja Rogulj 1:01,30 Mario Todorovic 51,52 Duje Draganja 49,96                             | 3:37,69 |       |
| 13.     | 1      | 1   | Rumunia           | Răzvan Florea (54,81) Valentin Preda (1:01,41) Ioan Gherghel (52,44) Norbert Trandafir (49,34)                 | 3:38,00 |       |
| 14.     | 1      | 3   | Brazylia          | Guilherme Guido (54,78) Felipe França Silva (1:02,06) Kaio de Almeida (53,31) Nicolas Oliveira (48,51)         | 3:38,66 |       |
| 15.     | 1      | 7   | Ukraina           | Oleksandr Isakov (56,66) Walerij Dymo (1:00,61) Serhij Breus (52,38) Yuriy Yegoshin (49,11)                    | 3:38,76 |       |
| 16.     | 1      | 8   | Białoruś          | Pawieł Sankowicz (55,11) Viktar Vabishchevich (1:01,89) Jauhienij Łazuka (52,63) Stanislau Neviarouski (49,76) | 3:39,39 |       |

### Finał
| Miejsce | Tor | Państwo           | Zawodnik                                                                                                 | Czas      | Strata | Uwagi |
| ------- | --- | ----------------- | --- | --------- | ------ | ----- |
| 1. !    | 4   | Stany Zjednoczone | Aaron Peirsol (53,16) Brendan Hansen (59,27) Michael Phelps (50,15) Jason Lezak (46,76)                  | 3:29,34   |        | ,     |
| 2. !    | 5   | Australia         | Hayden Stoeckel (53,80) Brenton Rickard (58,56) Andrew Lauterstein (51,03) Eamon Sullivan (46,65)        | 3:30,04   | 0,70   | OC    |
| 3. !    | 3   | Japonia           | Jun’ichi Miyashita (53,87) Kōsuke Kitajima (58,07) Takuro Fujii (50,89) Hisayoshi Satō (48,35)           | 3:31,18   | 1,84   | AS    |
| 4.      | 6   | Rosja             | Arkadij Wiatczanin (53,36) Roman Słudnow (59,45) Jewgienij Korotyszkin (51,62) Jewgienij Łagunow (47,49) | 3:31,92   | 2,58   | ER    |
| 5.      | 7   | Nowa Zelandia     | Daniel Bell (54,74) Glenn Snyders (59,87) Corney Swanepoel (51,78) Cameron Gibson (47,00)                | 3:33,39   | 4,05   | NR    |
| 6.      | 2   | Wielka Brytania   | Liam Tancock (54,69) Chris Cook (59,65) Michael Rock (52,02) Simon Burnett (47,33)                       | 3:33,69   | 4,35   | NR    |
| 7.      | 1   | Południowa Afryka | Gerhard Zandberg (54,69) Cameron van der Burgh (59,40) Lyndon Ferns (51,39) Darian Townsend (48,22)      | 3:33,70   | 4,36   | AF    |
| 8. !    | 8   | Włochy            | Mirco di Tora (54,52) Loris Facci (1:00,55) Mattia Nalesso (52,26) Filippo Magnini                       | 9:99,99 ! | 9,99 ! | DSQ   |